# Памятник жертвам радиационных аварий и катастроф (Ярославль)
Памятник жертвам радиационных аварий и катастроф. Находится в Угличском парке в Ярославле. Автор проекта — Елена Васильевна Пасхина.
Памятник представляет собой многопрофильную колонну на железных «ногах», которые вызывают ассоциации с каким-то взорванным объектом. Над колонной вьются несколько бронзовых чёрных журавлей.
Установлен в 1993 году.
Подобные памятники: монумент «Сильнее Смерти» в городе Семипалатинск.